# Thomas Hunt Morgan
Thomas Hunt Morgan (n. 25 septembrie 1866, Kentucky, SUA – d. 4 decembrie 1945, Pasadena, California, SUA) a fost un biolog și genetician american.
A studiat embriologia la Universitatea Johns Hopkins, unde a obținut Diploma de absolvire în 1891. Între 1904 și 1928 a fost profesor de zoologie experimentală la Universitatea Columbia, unde l-a preocupat teoria lui Gregor Mendel privind legile eredității. În acest scop a studiat, în special, variațiile fenotipice la musculița de oțet Drosophila melanogaster. Înfăptuind experimente de înmulțire și analize citologice pe aceasta, împreună cu foștii săi studenți Alfred Henry Sturtevant, Calvin Blackman Bridges (genetician american, 1889-1938) și Hermann Joseph, Muller a arătat că și cromozomii se comportă într-un mod foarte apropiat de modul în care Mendel credea că genele se separă și se grupează în mod aleator.
Morgan a mai descoperit că, pentru multe trăsături caracteristice, genele sunt aranjate liniar pe fiecare cromozom. Ca urmare, Morgan și coechipierii săi au creat hărți de cromozomi liniari în care fiecărei gene îi este atribuită o poziție specifică. Rezultatele acestor cercetări au fost publicate în lucrarea Mecanismul Eredității Mendeliene (1915), o carte care a reprezentat un pas important în dezvoltarea geneticii moderne.
Morgan a continuat munca experimentală, demonstrând în lucrarea Teoria Genelor (1926) că genele sunt grupate, și că alelele (perechi de gene care determină aceleași trăsături) se interschimbă, sau se intersectează în același grup.
În 1933, Morgan a primit Premiul Nobel pentru Medicină pentru contribuțiile sale majore în domeniul geneticii, și anume pentru că a demonstrat că cromozomii sunt suportul fizic al informației genetice. Ca urmare a lucrărilor sale, Drosophila melanogaster a fost adoptată ca organism model în genetică.
A mai fost distins cu Medalia Darwin, în 1924 și Medalia Copley, în 1939.